# 钱达梅塔-布塔里亚
钱达梅塔-布塔里亚（Chandameta-Butaria），是印度中央邦Chhindwara县的一个城镇。总人口16937（2001年）。

## 人口
该地2001年总人口16937人，其中男性8751人，女性8186人；0—6岁人口1986人，其中男1060人，女926人；识字率70.95%，其中男性为77.43%，女性为64.02%。